# 체크인

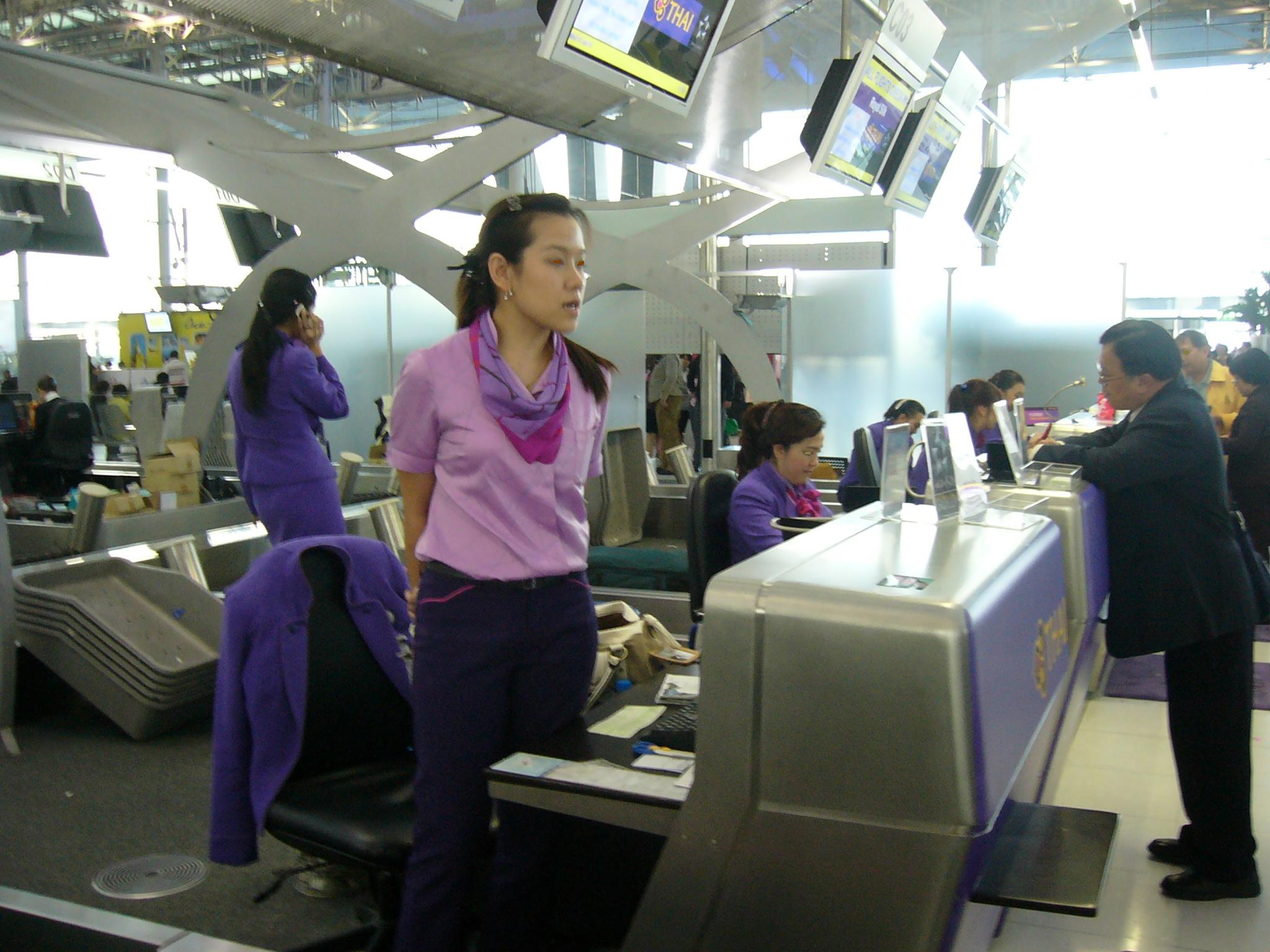
태국 방콕 수완나품 국제공항의 타이항공 체크인 카운터 C의 모습 2

체크인(Check-in)은 사람들이 호텔, 공항, 병원, 항구, 행사, 등에 그들의 도착을 발표하는 과정, 일종의 출석체크라고 볼 수 있다.

## 공항 체크인

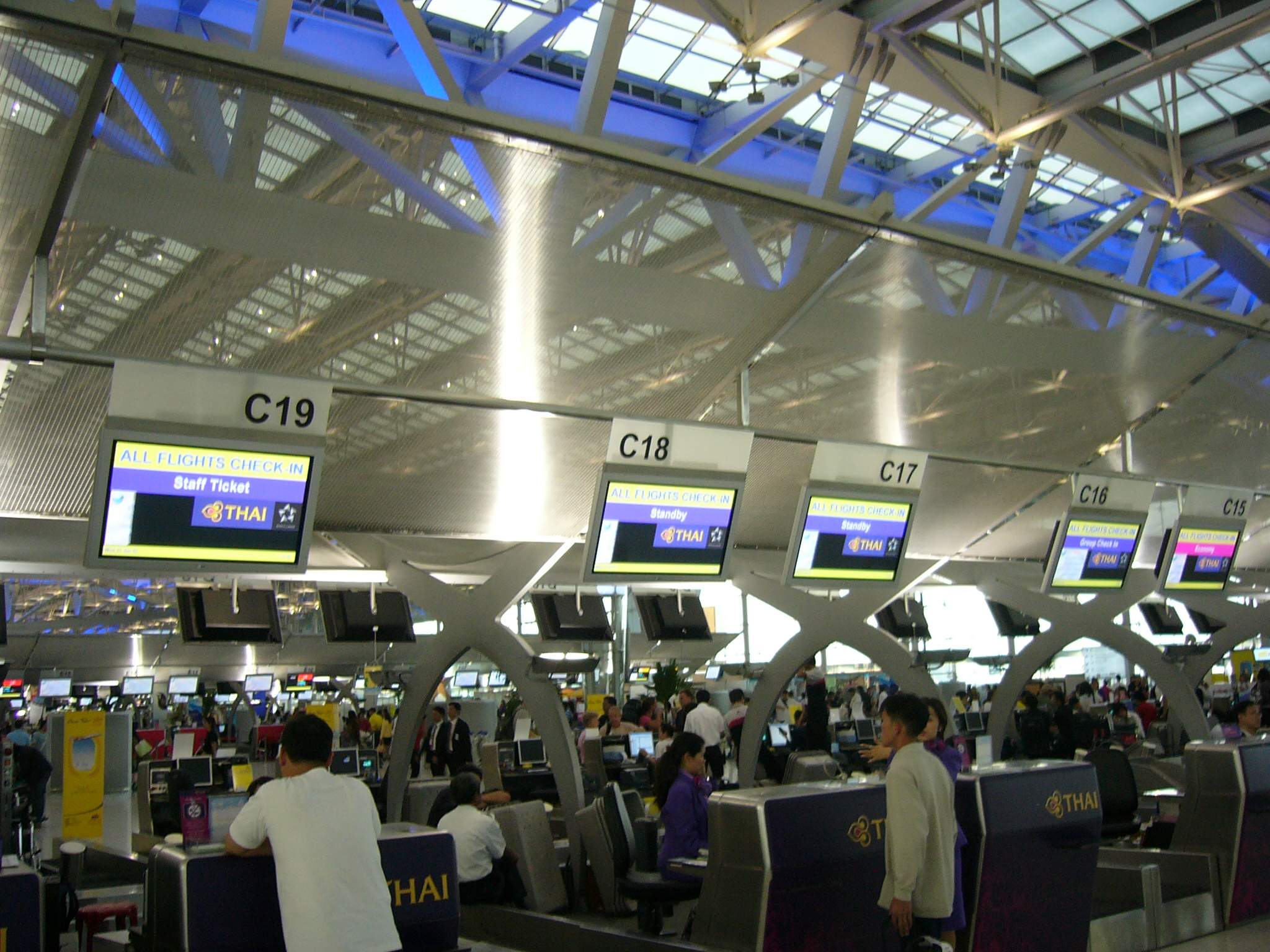
태국 방콕 수완나품 국제공항의 타이항공 체크인 카운터 C의 모습 1

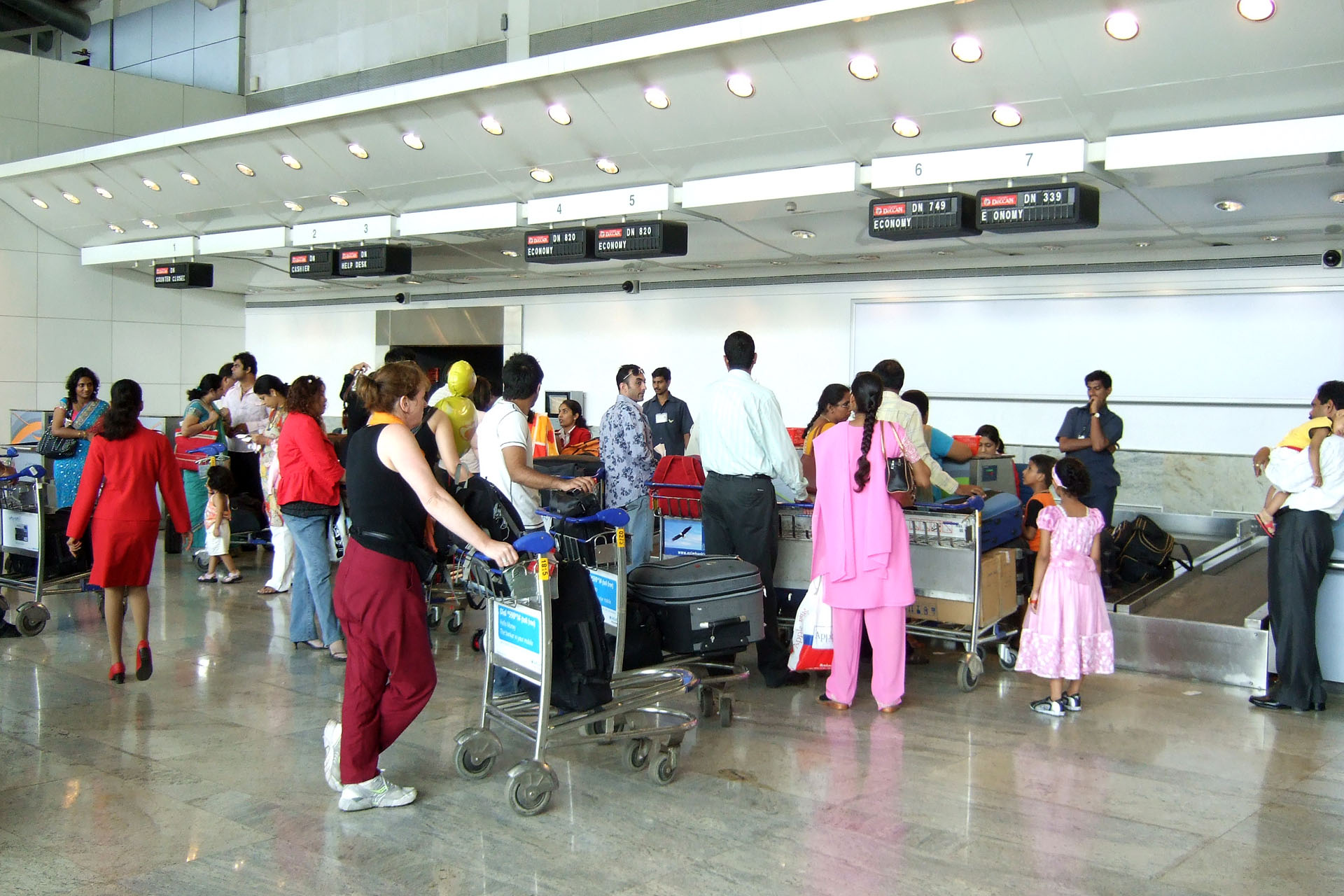
차트파티 시바지 국제공항 체크인 카운터 (국내선 터미널)

공항에서 체크인 절차를 통해 승객들은 수하물을 맏기고, 티켓(탑승권)을 얻을 수 있다. 탑승객은 체크인 카운터에서 티켓(, 비자, 전자수단과 같은 여행권의 증거를 제시한다. 각 항공사는 승객이 휴대 가방을 제외하고 짐을 체크할 수 있는 시설을 제공한다. 이것은 공항의 체크인 카운터에 있는 항공사 직원 또는 대리점 계약을 통해 또는 셀프 서비스 키오스크를 통해 이루어질 수 있다. 짐에 무게를 두고 태그를 붙인 다음 보통 짐을 주 수화물 취급 시스템으로 공급하는 컨베이어 위에 놓는다. 컨베이너에서 이동하여 수화물은 스캐너를 통하여 보안검사 (공항보안)를 받은 후 짐은 항공기의 화물칸으로 들어간다. 탑승 수속 직원은 탑승권과 필요한 파일을 각 승객에게 발급한다.
탑승자가 직원이 해주는 체크인 카운터에서 대기하거나 시간을 줄일 수 있는 보다 간소화된 체크인에 대한 경향이 증가하고 있다. 여기에는 공항에 도착하기 전에 온라인으로 미리 탑승 수속을 하거나 공항에서 항공사의 셀프 서비스 체크인 키오스크를 사용하는 승객이 포함될 수 있다. 일부 공항에는 노변 체크인 기능이 있는데, 승객들은 터미널에 들어가기 전에 항공사 대리인에게 가방을 체크인한 후 바로 보안에 착수할 수 있다.
많은 항공사들은 각 비행 전에 탑승 수속을 해야 하는 마감시간을 가지고 있다. 이는 항공사가 대기 승객에게 예약되지 않은 좌석을 제공하고, 항공기에 짐을 싣고, 이륙을 위한 문서를 확정할 수 있도록 하기 위함이다. 탑승자는 또한 탑승 수속 구역에서 탑승 구역까지 체크인 라인을 비우고, 보안을 통과하고, 걸어가는 데 필요한 시간을 고려해야 한다. 이 작업은 일부 공항이나 연중 몇 시간이 걸릴 수 있다. 국제선에서는 이민과 통관을 위해 추가 시간이 필요할 것이다.
퍼스트 클래스를 예약한 승객은 각 항공사 마다 다르지만 공항에 도착후 퍼스트 클래스 라운지에 들어가 퍼스트 클래스 전용 체크인 카운터에서 체크인을 받는 경우도 있다. 이 같은 경우에는 미리 기내식, 좌석, 등을 다른 승객들 보다 먼저 선택, 제공 해준다.
공항체크인의 자세한 사항은 탑승수속에서 확인할 수 있다.

## 호텔

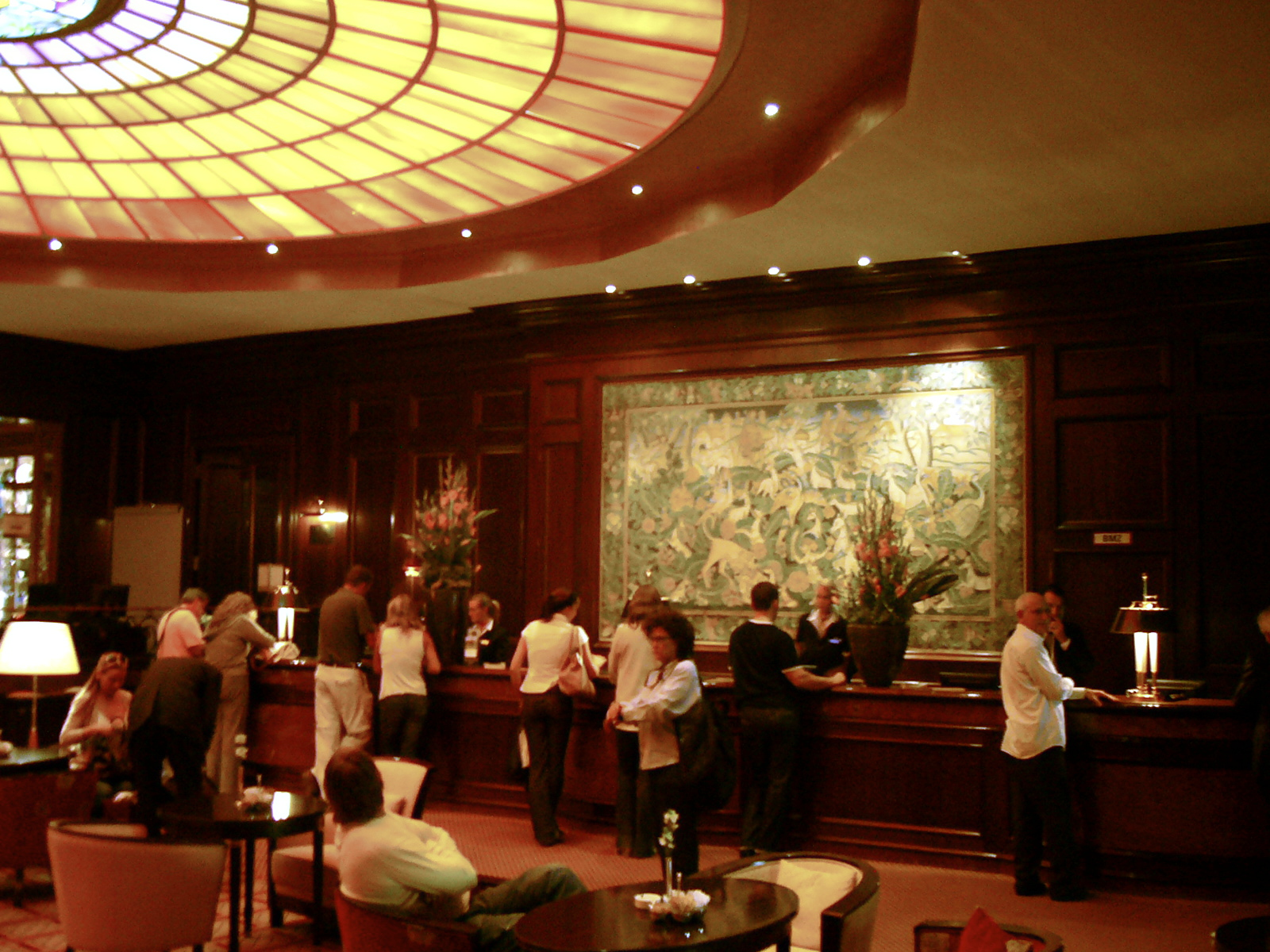
켐핀스키 호텔 비어 자흐제이텐에서 체크인하는 모습

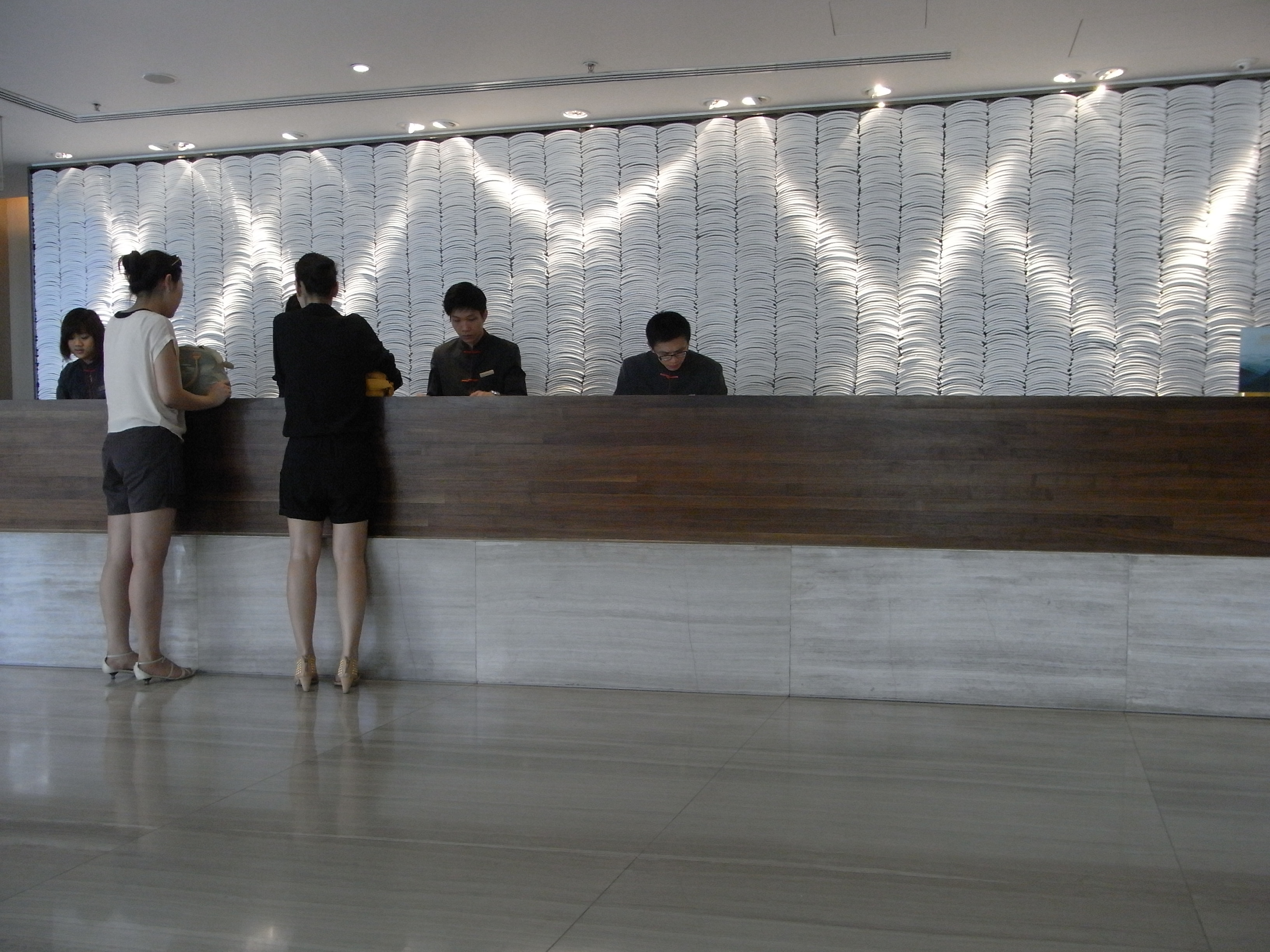
홍콩의 한 호텔의 체크인 카운터

호텔이나 이와 유사한 시설에서는 대개 투숙객의 개인 정보를 제공하거나 확인하고 서명을 하는 등 체크인(등록부 또는 로그인이라고도 함)이 요구된다. 일부 국가의 법률은 투숙객이 등록부(또는 등록 카드)에 서명하도록 요구하고 있으며, 일부 국가의 법률은 호텔이 기록을 복사하여 보관할 수 있는 여권이나 운전 면허증과 같은 신분증 문서를 제공하도록 요구하고 있다. 이런 신분을 제시하는 문서를 제공해야 하는 이유는 방에 정원 이상이 불법적으로 들어가는 경우가 종종있어 여권이나 신분증을 맏기는 호텔도 있다. 보통 객실당 투숙객 1명만 등록하면 된다. 때때로, 그 등록부는 경찰 구성원들과 같은 정부 기관에 제공되어야 할 필요가 있을 수도 있고, 때로는 법원 영장이나 이와 유사한 권한을 가지고 있을 수도 있다. 등록부에 서명해야 하며 일부는 호텔이 복사 및 보관할 수 있는 여권 또는 운전 면허증과 같은 신원 확인 문서의 제공을 요구합니다 그것의 기록을 위해. 일반적으로 한 방에 한 명만 등록하면 된다. 때로는 등록 기관을 경찰과 같은 정부 기관에 제공해야 할 때도 있고, 법원 영장이나 이와 유사한 기관에서 제공해야 할 수도 있다.
이 시설은 투숙객들이 숙박 기간 동안 객실 서비스나 미니 바 같은 잠재적 비용을 충당하기 위해 신용카드 보증을 제공하고 숙박 종료 시 신속한 체크아웃을 가능하게 할 것을 요구할 수 있다. 체크인 종료 시, 접수 직원은 손님들에게 객실 열쇠를 제공할 것이다.
체크인 시간은 다양하지만, 이것은 설립 규칙과 규정에 따라 오후 12시부터 오후 3시까지이다. 투숙객들이 이것을 미리 예약하고 필요한 모든 세부 사항을 정리하기만 하면 호텔에 늦게 체크인을 할 수 있다. 호텔들은 보통 체크인 시간을 지정하는데, 그 이후에는 손님들이 체크인할 것으로 예상한다. 투숙객이 호텔 체크인 시간 전에 호텔 객실을 점령하고자 할 경우, 일부 호텔은 체크인 시간 이후 호텔 객실을 점거한 것과 비교하여 하루 추가 요금을 청구하거나 전일 숙박으로 취급한다. 그러나 대부분의 호텔은 투숙객이 체크인 시간 전에 객실을 이용하고자 할 경우 추가 비용 없이 투숙객의 요청에 따라 유예 시간(일반적으로 30~60분)을 허용한다. 일부 호텔들은 또한 체크인 시간이 가장 최근인데, 종종 오후 6시에서 8시 사이인데, 만약 그 방이 선불되지 않았거나 손님이 도착 시간을 표시하기 위해 전화를 하지 않는다면 그들은 다른 사람에게 방을 줄 수 있다. 일부 호텔들은 하룻밤 동안 리셉션이 끝날 수도 있기 때문에 체크인 마감일이 있다. 호텔 객실 점유의 가장 비용 효율적인 이용을 위해, 투숙객은 호텔 체크인 시간에 도착하여 호텔 체크아웃 시간에 호텔 방을 나가거나 넘겨야 하지만, 시간과 다른 이유로 항공편이나 자동차 여행의 도착 및 출발 시간이 호텔 체크인 및 체크아웃과 일치하지 않을 수 있기 때문에 항상 실용적이지는 않을 수 있다. 방 열쇠을 정해진 시간에 주는 이유는 객실을 점검, 청소 하기 때문이다.

## 소셜 네트워크
포스퀘어, 구글 위도(폐쇄), 구글플러스, 페이스북, 지팡, VK, 고왈라(폐쇄), 게트글루, 브라이트카이트(폐쇄), 흔히 "체크인"이라고 알려진 위치를 사용자가 직접 보고할 수 있도록 하고,
}} 자신의 위치를 친구들과 공유한다.
사용자는 문자 메시지나 스마트폰의 모바일 애플리케이션을 사용하여 특정 위치를 확인할 수 있다. 애플리케이션은 전화의 GPS를 사용하여 현재 위치를 찾을 것이다.
많은 애플리케이션에는 사용자가 체크인할 수 있는 근처의 장소 목록을 볼 수 있는 "장소" 버튼이나 탭이 있다. 가까운 장소 목록에 없으면 사용자가 전화기에서 직접 위치를 추가할 수 있다. 일단 사용자가 체크인하면, 그들은 트위터나 페이스북과 같은 서비스에서 친구들과 위치를 공유할 수 있다.
체크인이 대부분의 모바일 애플리케이션에서 유비쿼터스 메커니즘이 된 이후, 특히 게임 지사에서 업계는 대안을 찾으려고 노력해왔다. 특히 게임 애플리케이션은 사용자가 연속해서 여러 번 체크인해야 하므로 메커니즘은 지속적인 루틴이 된다. 현재, 자동 체크인 가능성은 개발자들에 의해 시험되고 있다.